# Szoba (étel)

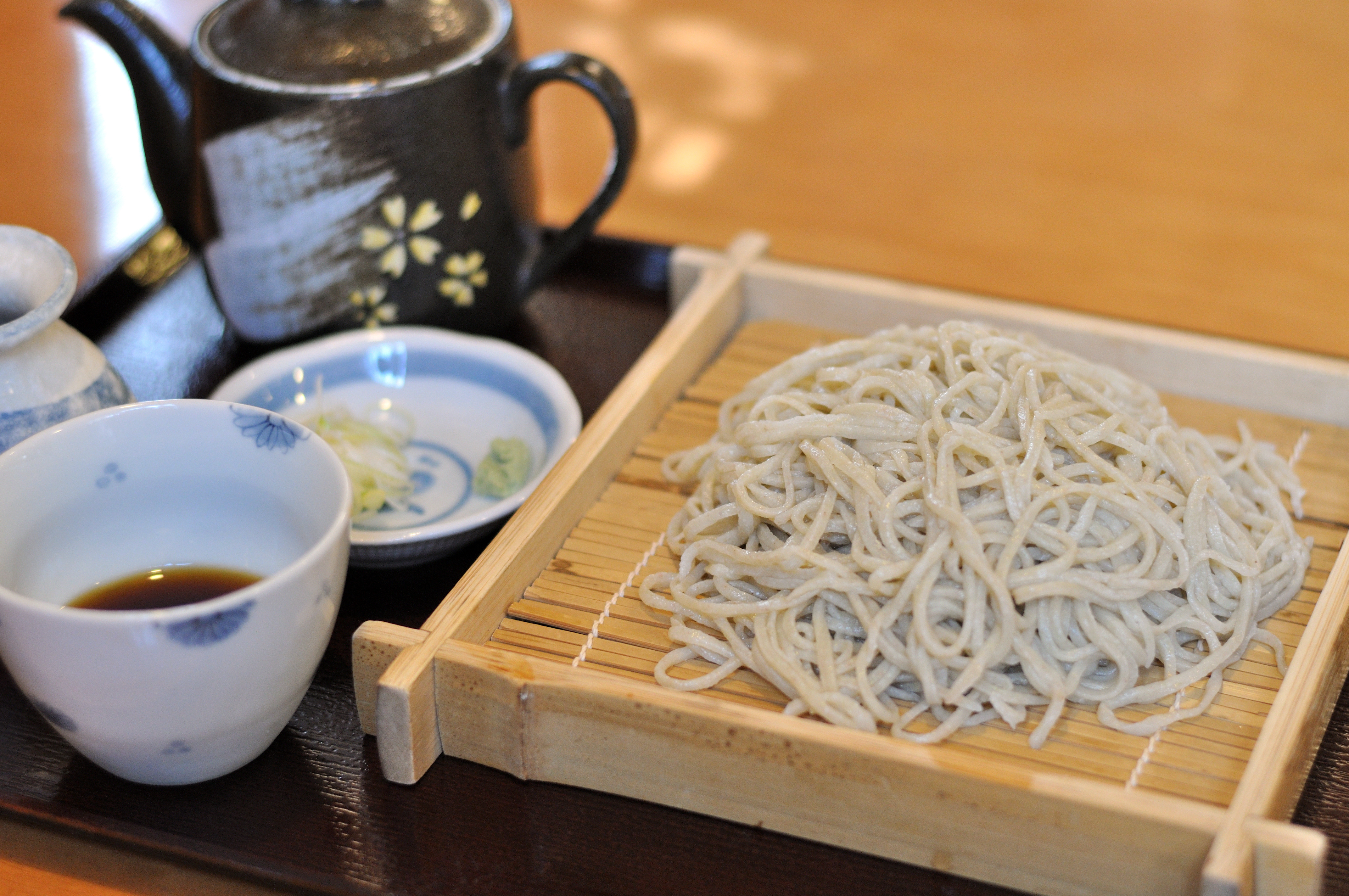
Szoba

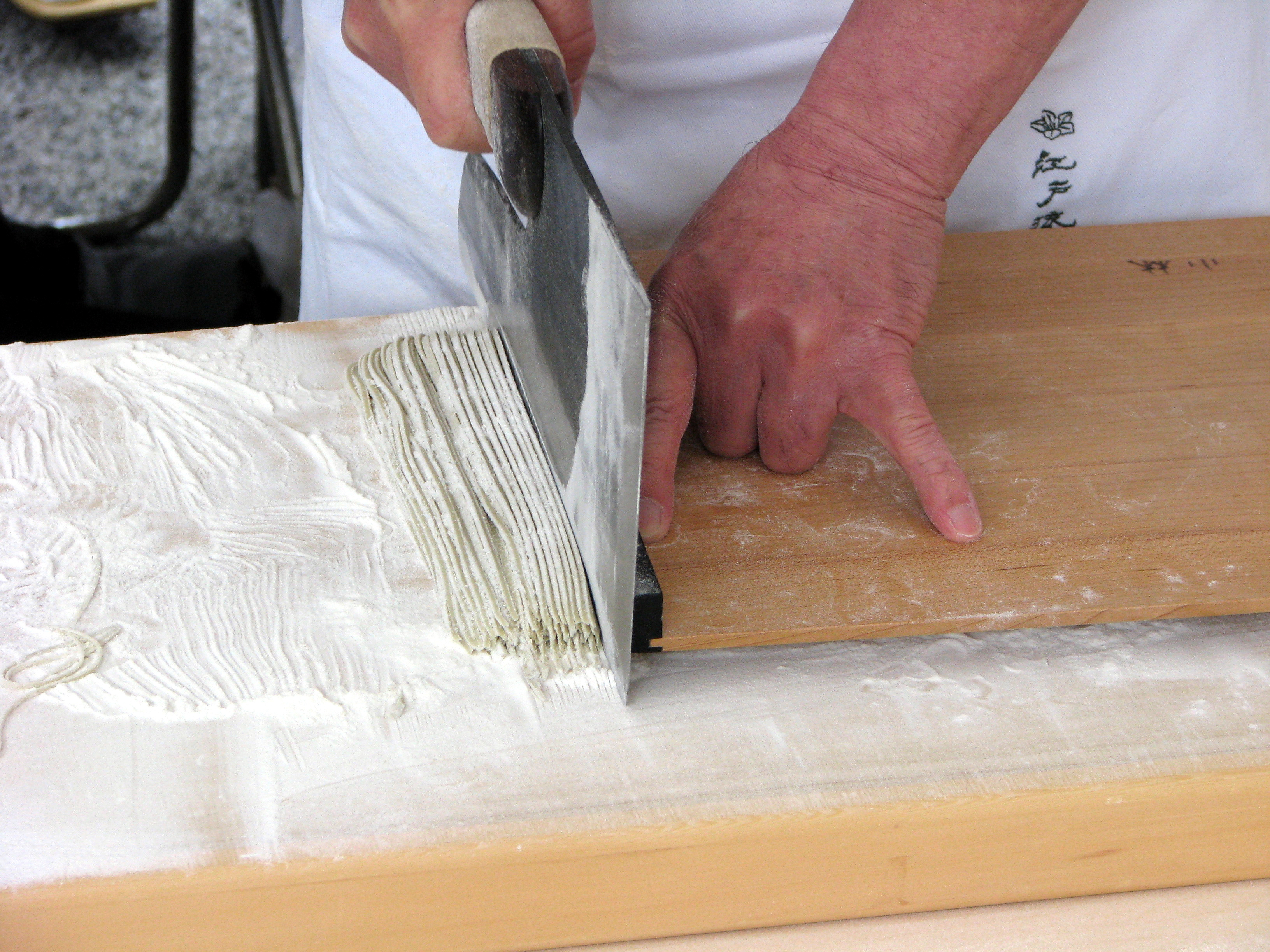
A szoba felszelése a Kanda Macuri ünnepségre való készülődés részeként

A szoba (そば vagy 蕎麦) a hajdina japán megnevezése, de jelenthet bármilyen hajdinából készült tésztát, vagy más vékony tésztákat is (ellentétben a vastag, búzából készült udonnal). Tálalható hidegen mártással, vagy akár forró tésztalevesként is. A hajdina növekedési ideje 3 hónap, így évente akár négyszer is aratható – tavasszal, nyáron és ősszel. Japánban a legelterjedtebb termesztési helye Hokkaidó. A frissen aratott, új hajdinából készített szobatésztát sin-szobának hívják és jóval édesebb, ízesebb, mint az egyszerű szoba.
Japánban a szobának sok, változatos felhasználási módja ismert. A vasútállomásokon igen népszerű gyorsételként is találkozhatunk vele, de a nagyhírű drága éttermek menüjén is megjelenhet. A boltokban szárított, instant formában árusítják különböző ízesítőkkel, hogy az otthoni elkészítést egyszerűbbé tegyék.
A szoba tradicionális ételnek számít Tokió lakosainak körében; ennek gyökerei a Tokugava sógunátus idejére vezethetők vissza. Ekkoriban Edo (Tokió) lakossága jóval tehetősebb volt, mint a vidéki népesség és a nagyobb fehérrizs fogyasztás (mely tiaminban szegény táplálék) gyakoribbá tette a beri-beri betegség megjelenését. Ekkor jöttek rá, hogy a tiaminban gazdag szoba fogyasztása megelőzi a betegség kialakulását, ezért a korszakban nagyon elterjedtté váltak az utcai szobaéttermek, melyek a mai kávézókhoz hasonlatosak voltak. Az éhes vendég csak beugrott és egy jó szaké mellett megebédelhetett.

## A szoba fogyasztása

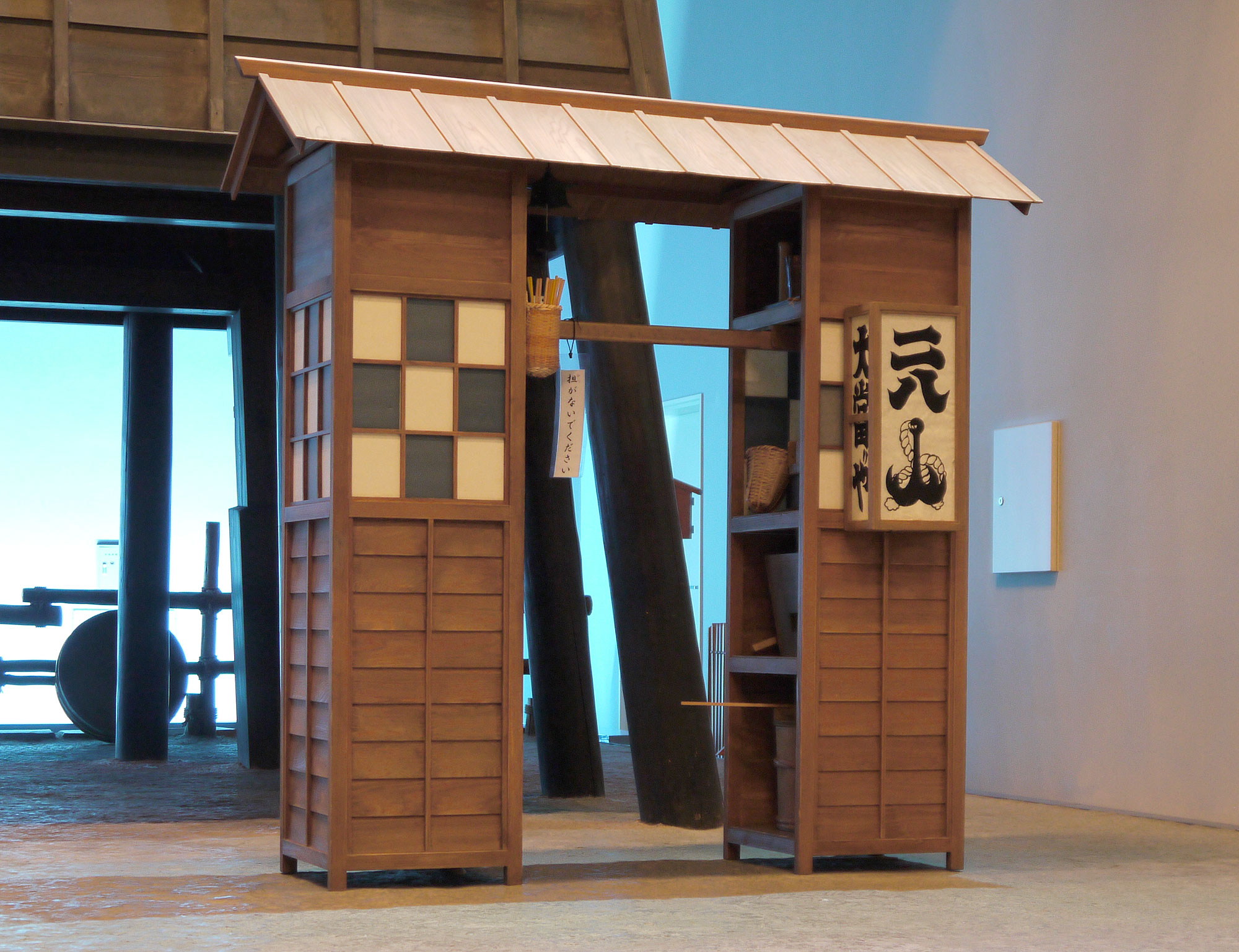
Utcai szobabódé az Edo-korból (Fukagawa Edo Museum)

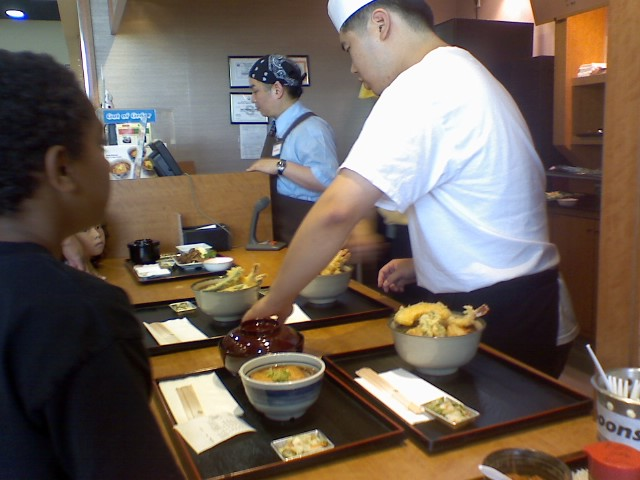
A vendégek tempurás szobát rendelnek egy Mitsuwa szupermárketben New Jerseyben.

A szobát tipikusan evőpálcikával eszik, és Japánban társadalmilag elfogadott a tésztát szürcsölve felszívni, ami egyrészt a forró tészták lehűlését segíti, másrészt visszajelzés a szakácsnak, hogy lássa, milyen jóízűen eszi a vendég az ételt.

### A szobaételekről általában
Mint ahogyan sok más japán tésztát, a szobát is előszeretettel szolgálják fel szárítva, hidegen a nyári napokon, míg télen inkább forró szója alapú dasi levesként. Természetesen mindkét esetben használnak plusz feltéteket, melyeket gondosan úgy válogatnak meg, hogy a többi hozzávalóval harmonizáljanak, és az ízeket is megfelelően kiemeljék. A legtöbb ilyen feltét nem igényel főzést, bár előfordulnak a rántott, sült formában is. A szobaételek nagy része udonnal is elkészíthető.

#### Hideg szobaételek
A hideg szobát legtöbbször egy zaru nevű szitaszerű bambusztálcán szolgálják fel, melyet akár szárított nori darabokkal, illetve egy szoba-cujunak hívott szósszal is köríthetnek. A cuju egy erős keverék, melyet dasiból, édesített szójaszószból (melyet szátójódzsunak hívnak) és mirinből készítenek. Az evőpálcikákat használva az étkező személy leemel némi tésztát a tálcáról, majd megforgatja a cujuban, melybe sokszor már előre belekeverik a vaszabit és az újhagymát. Sokan úgy tartják, hogy a kézzel készült házi szoba egyedi aromáját legjobban hidegen fogyasztva lehet átérezni, mivel forró levesként megváltozik az állaga. A tészta megevése után sokan szeretik a tészta levét a megmaradt cujuval elfogyasztani (Ez a szoba-ju).
- Mori szoba (盛り蕎麦): Alapvető hűtött szoba, melyet lapos kosáron vagy tányéron szolgálnak fel.
- Zaru szoba (笊蕎麦): Mori szoba a tetején noridarabokkal.
- Hadaka szoba (meztelen szoba 裸蕎麦): Hideg szoba magában.
- Hijasi szoba (冷やし蕎麦): Hideg szoba különféle feltétekkel megszórva, melyet csak az összes hozzávaló tányérban való felszolgálása után öntenek le lével. Tartalmazhat:
  - tororo: jamaimo püré (ragadós állagú japán jamgyökér)
  - orosi: reszelt daikon retek
  - nattó: ragacsos, erjesztett szójabab
  - okra: frissen szeletelt okra
- Szoba maki: Hideg szoba  noriba tekerve, makizusiként tálalva.

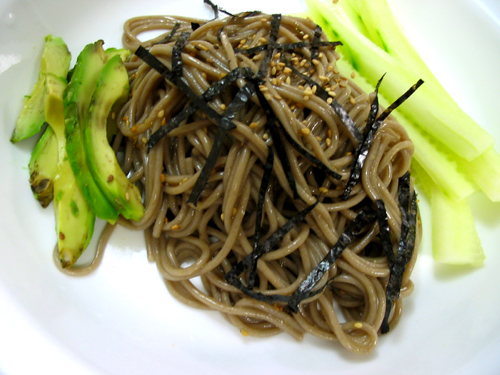
Szobasaláta

- Szobasaláta: Hideg szoba szezámöntettel és zöldségekkel tálalva. Sokkal inkább Japánon kívül felszolgált modern, fúziós ételnek számító fogás.

#### Forró szobaételek
Szobát gyakran szolgálnak fel forró cujuban, tésztalevesként. A forró cuju ebben az esetben sokkal gyengébb ízű, mint mikor hideg szoba mártásaként használják. Népszerű köretei a kockázott újhagyma és a sicsimi togarasi (kevert csili por).
- Kake szoba 掛け蕎麦: Forró szobaalapú leves vékonyra szelt újhagymával, és néha egy szelet kamabokóval (ömlesztett halpogácsa).
- Kicune szoba きつね蕎麦 („róka szoba”, Kantóban) vagy たぬき蕎麦 Tanuki szoba („nyestkutya szoba”, Kanszaiban): Szoba a tetején aburágéval (zsírban sült tofu).
- Szoki szoba: Okinavai specialitás a tetején szokival (párolt disznó)
- Tanuki szoba (Kantōban) vagy Haikara szoba ハイカラ蕎麦 (Kanszaiban): Szoba tenkaszuval (kisütött tempura tészta darabok)
- Tempura szoba 天麩羅蕎麦: A tetején tempura található, mely főleg garnélából készül, de a zöldséges változata is népszerű. Néhány árus kakiagét használ ehhez a fogáshoz, ebben a formában gyakran nevezik tenszobának.
- Cukimi szoba 月見蕎麦 („holdnéző szoba”): A tészta tetejére nyers tojást ütnek, mely a forró levesben megbuggyan.
- Tororo szoba とろろ蕎麦 vagy Jamakake szoba 山かけ蕎麦: A tetején tororóval készítik.
- Vakame szoba わかめ蕎麦: Vakame algával készült szoba.
- Szoba-ju 蕎麦湯: A forró lé, melyben a szoba megfőtt, sokban hasonlít egy húsleveshez. A korábban említett módon az emberek szeretik a maradék cujuval elfogyasztani, hogy a tészta ízét igazán átérezhessék, de különös tápértéke nincsen.
- Nameko szoba なめこ蕎麦: Nameko gombával körített szoba.
- Szanszai szoba 山菜蕎麦 („hegyi zöldség szoba”): Szanszaival vagy más vadon nőtt zöldséggel -mint például a varabi, zenmai vagy a takenoko (bambuszrügy)- elkészített szobafogás.
- Kamonanban 鴨南蛮: Negivel és kacsahússal ízesített étel.
- Currynanban カレー南蛮: Forró szoba currys húslébe áztatva, melyet csirkével/disznóval és vékonyra szelt újhagymával tálalnak.
- Nisin szoba 鰊(にしん)蕎麦: migaki nisinnel 身欠きニシン vagy szárított heringgel tálalt fogás.

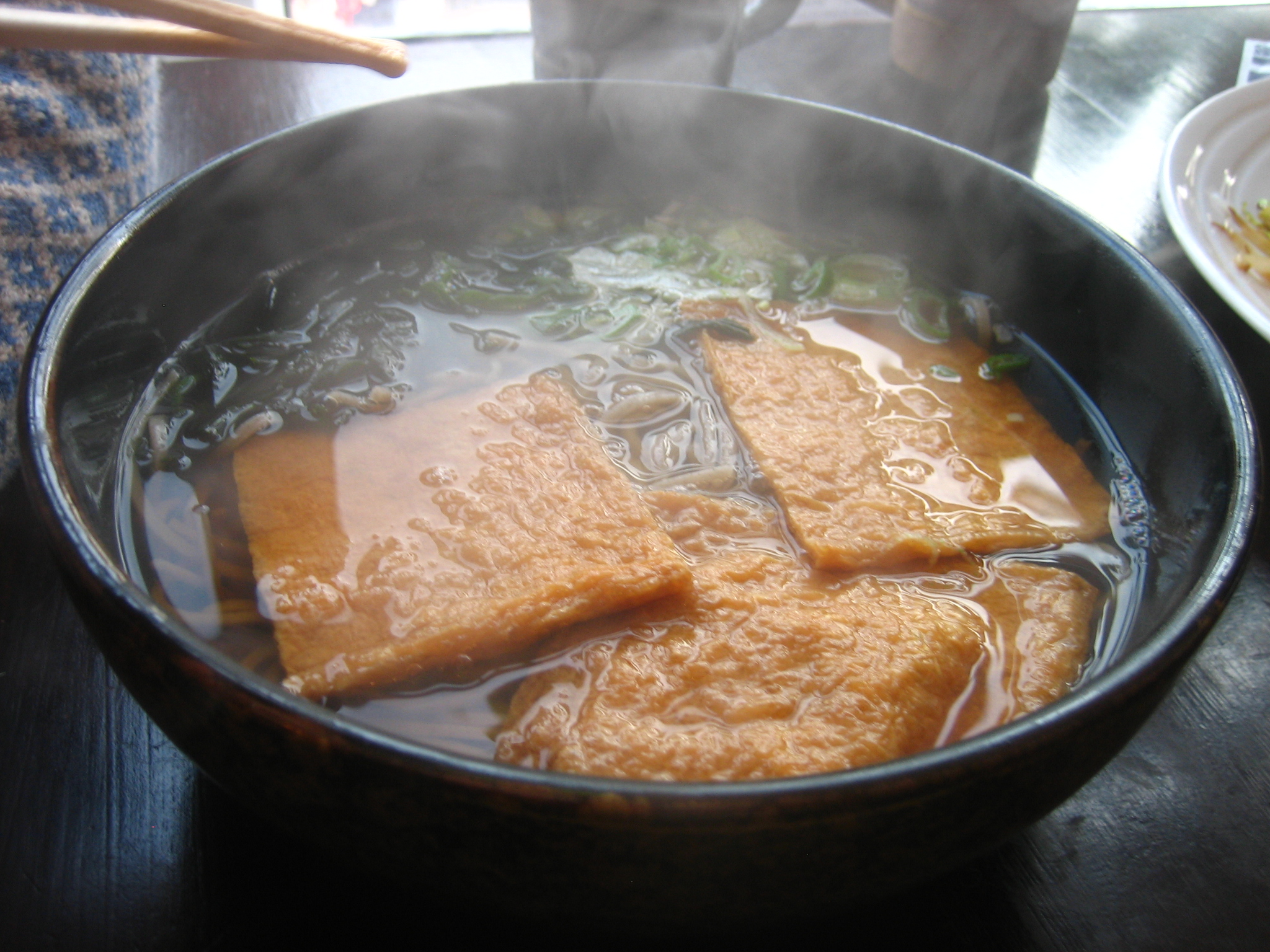
Kitsune szoba Brightonból
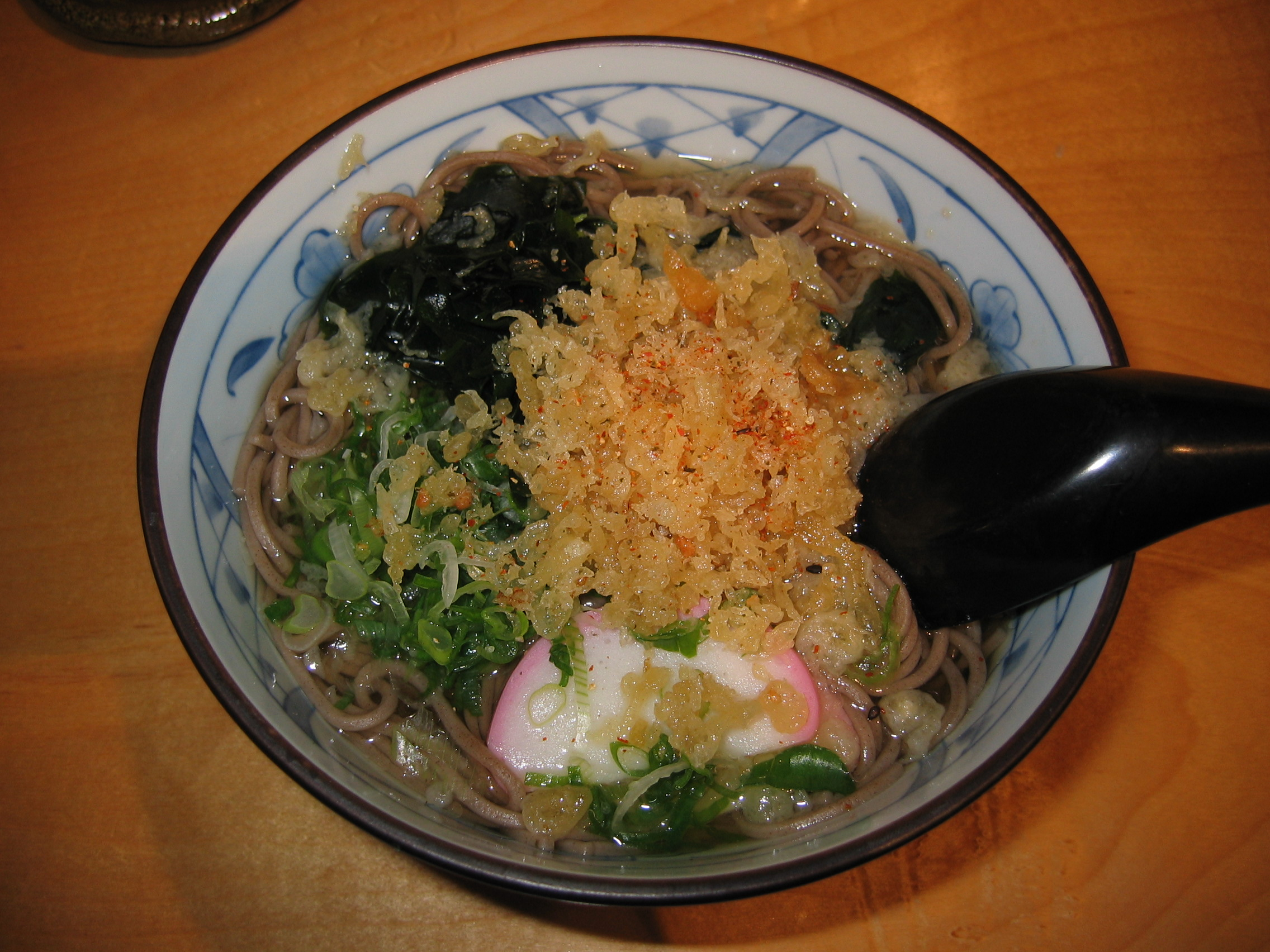
Tanuki szoba Kaliforniából
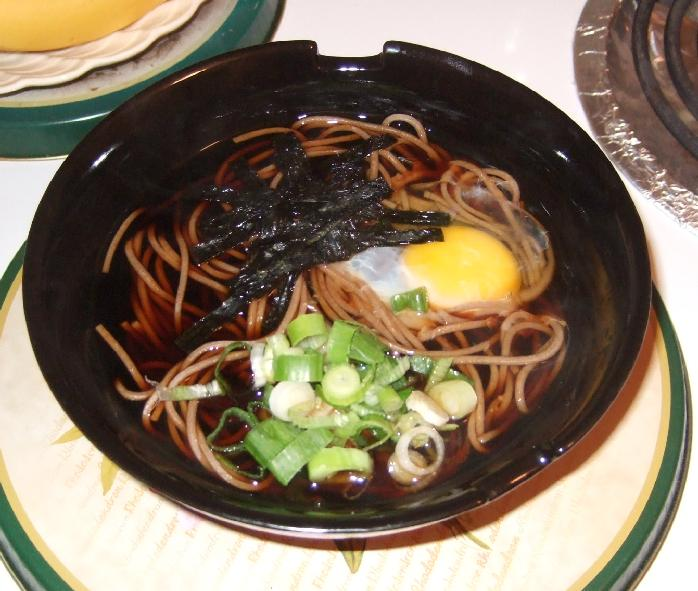
Cukimi szoba
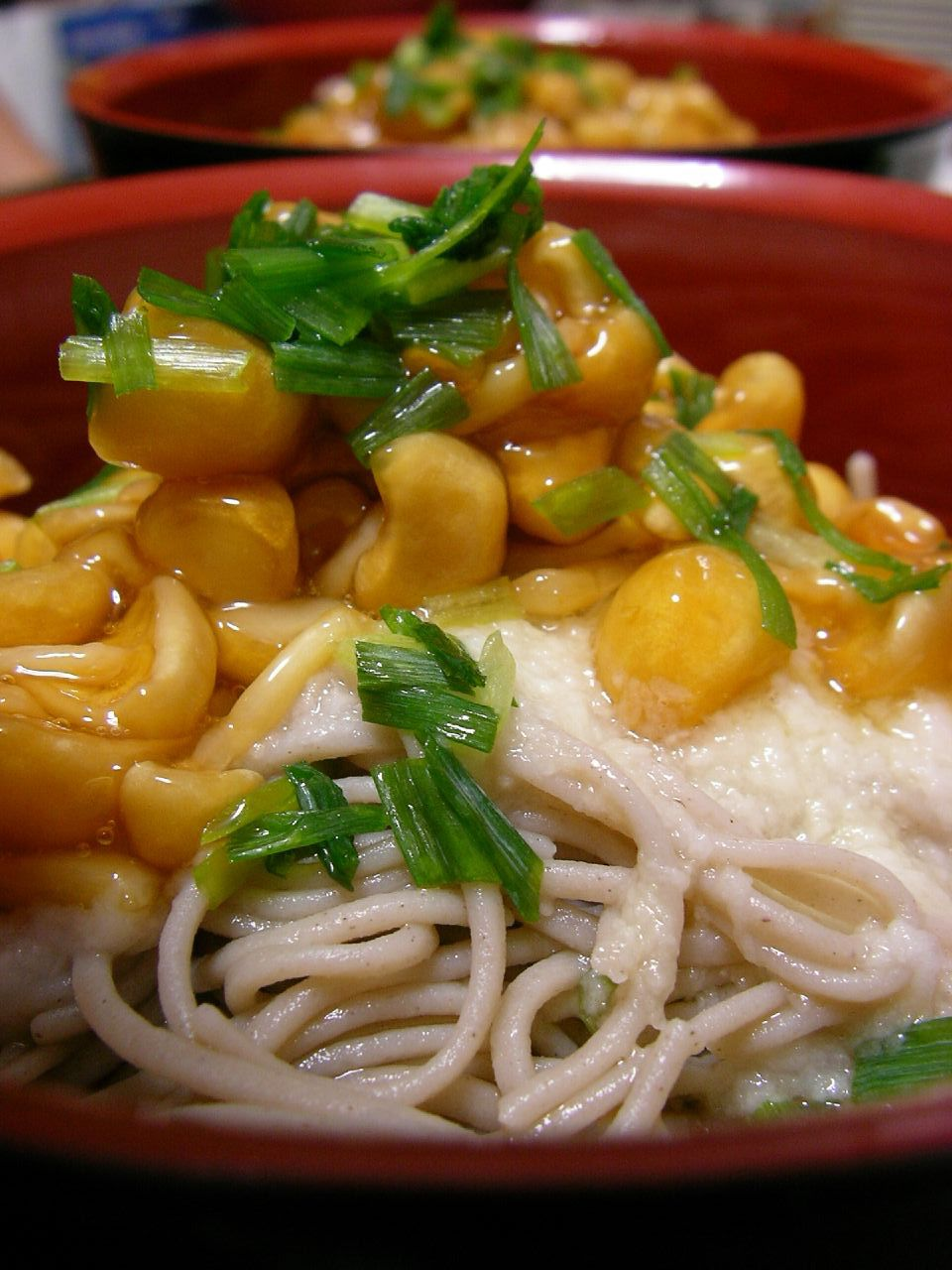
Nameko szoba
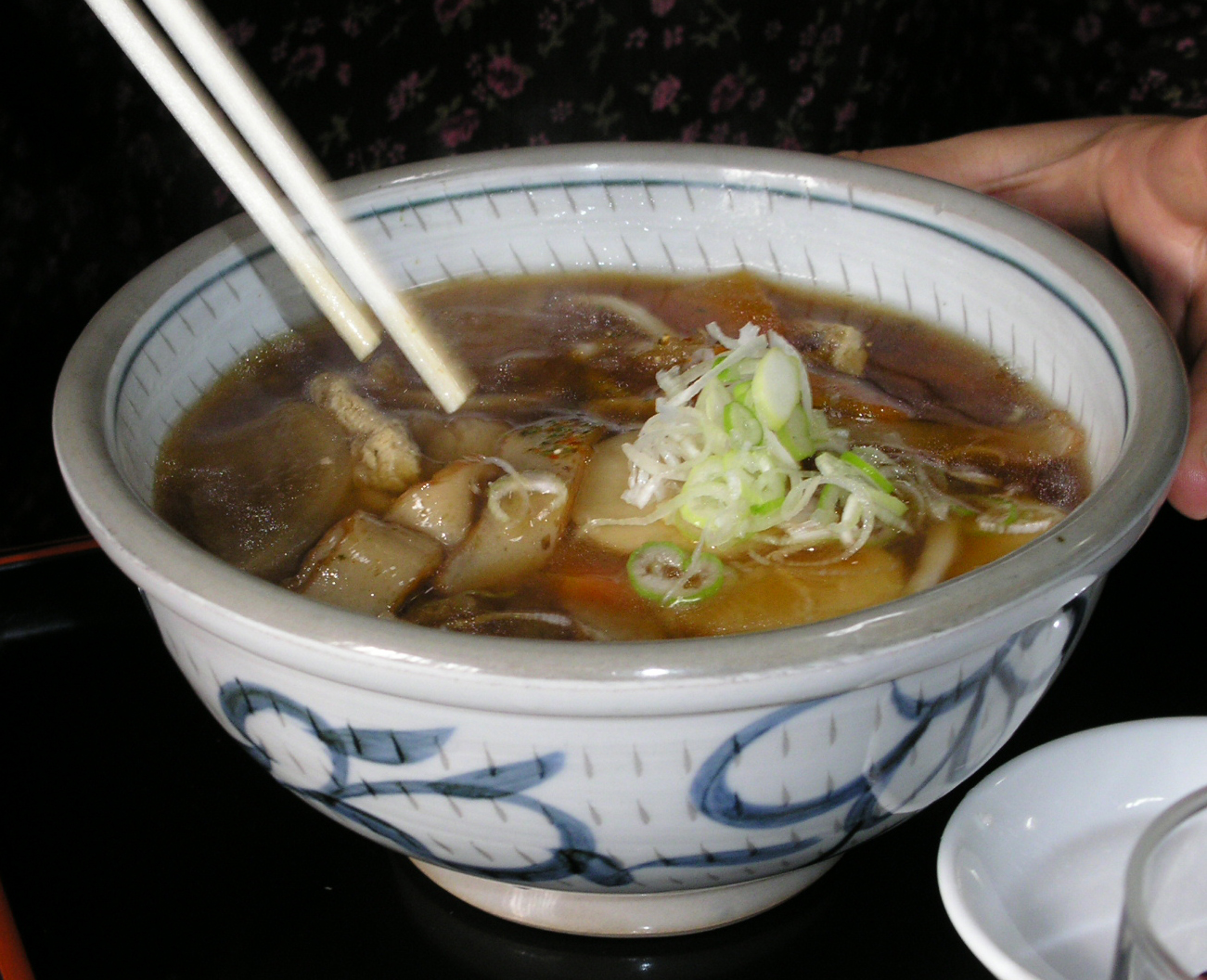
Kamonanban

### Különleges alkalmakra készített szobafogások
A szobát hagyományosan szilveszterkor eszik japánszerte, és az erre fennmaradt szokást hívjuk Tosikosi szobának. De Tokiószerte ritkán, de még mindig előfordul, hogy az új lakásba költöző szomszédokat ajándékozzák meg ezzel az étellel (ennek neve Hikkosi szoba).

### A szoba tápértéke
100 gramm szoba 344 kcal (1,440 kJ) energiát fedez. Ez a tészta mind a 7 esszenciális aminosavat tartalmazza, beleértve a lizint, ami a sima búzában nem található meg, illetve a benne található poliszacharid is könnyen emészthető. A szoba sok antioxidánst is tartalmaz, mint a rutin, quercetin, de más alapvető tápanyagokat is, mint a tiamin vagy a riboflavin.

## Szobafajták

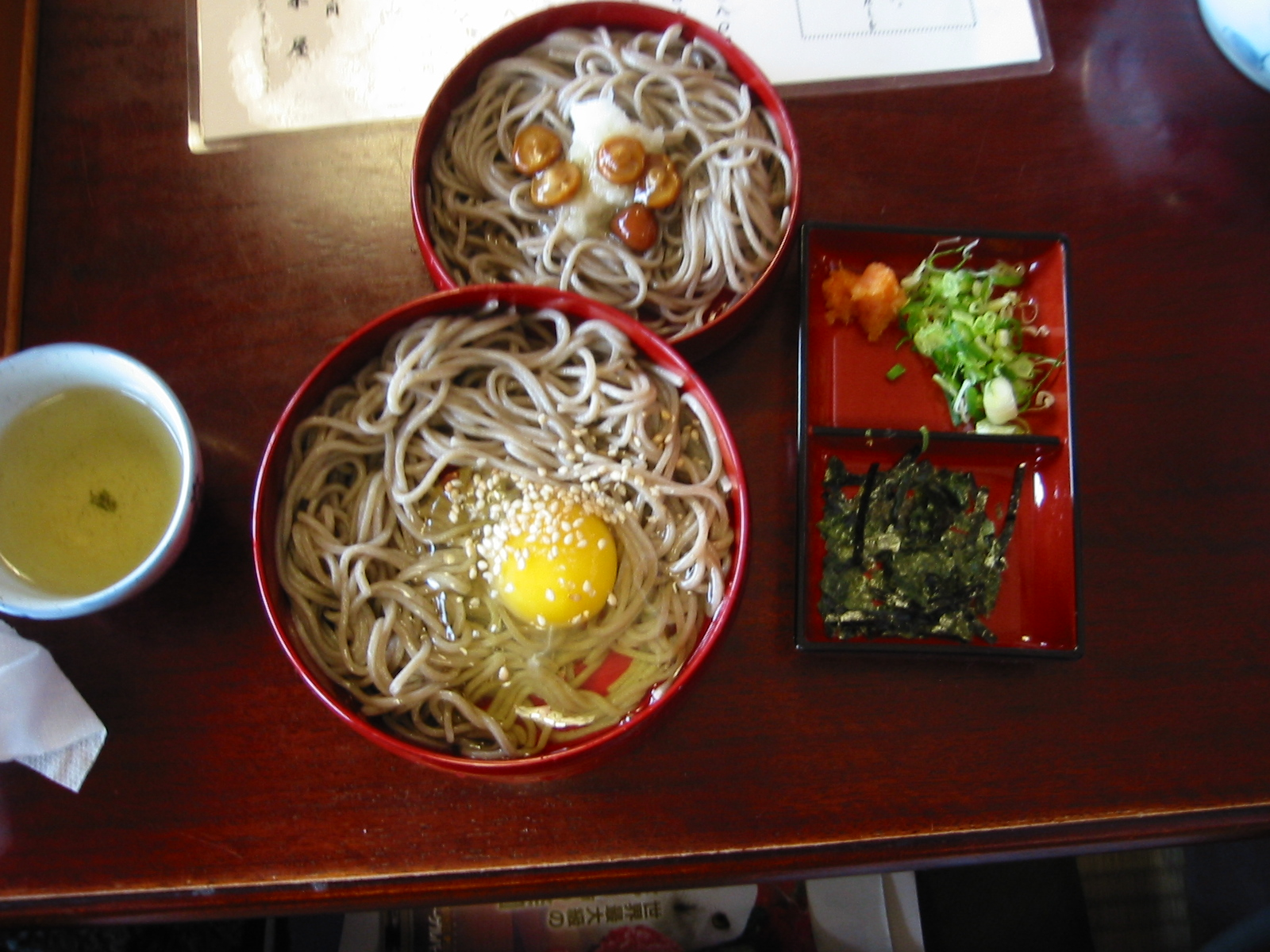
Izumo szoba, a Simane Prefektúrai Izumóból

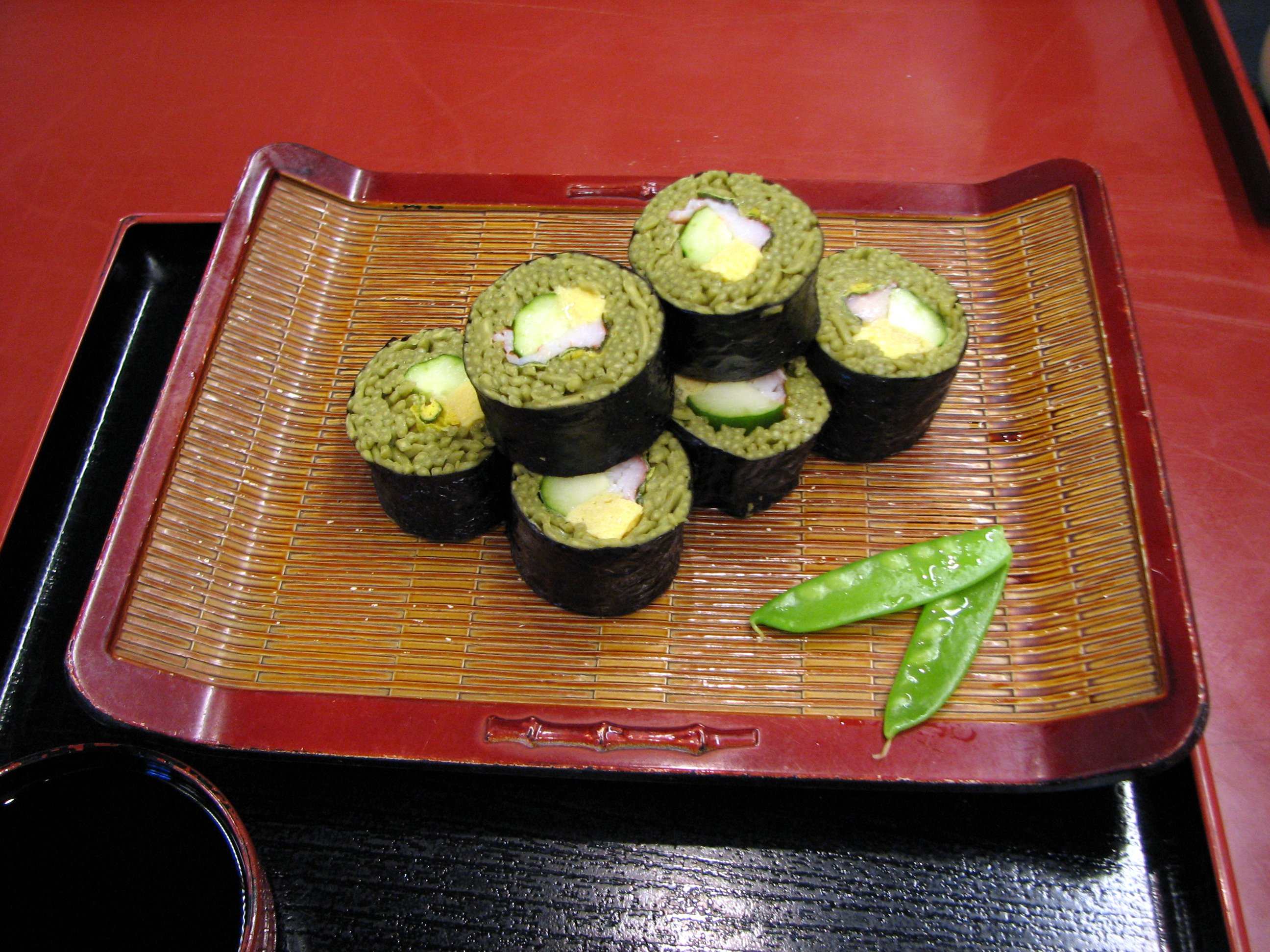
matchaval készített szobamaki

### Terület szerint
- Etanbecu szoba: Hokkaidó középső régiójáról kapta a nevét (Aszahikava város).
- Izumo szoba: A Simanei Izumóról kapta a nevét.
- Izusi szoba: A Hjógo-i Izusiról kapta a nevét.
- Sinsu szoba: Nagano prefektúra régi nevéről nevezték el. Más néven megegyezik a Sinano szobával. (Sinano=Sinsu)

### Hozzávalók szerint
- Cha szoba: Zöld tea-porral ízesített
- Hegi szoba: Hínárral ízesített
- Inaka szoba: „Ország szoba”, teljes kiőrlésű gabona alapú, vastag tészta
- Dzsinendzso szoba: Vad jam gyökérből készült, liszttel ízesített
- Mugi szoba: Fekete ürömmel ízesített
- Nyi-hacsi szoba: „2-8 szoba”, ez a tészta 20% búzát és 80% hajdinát tartalmaz
- Szarasina szoba: Vékony, világos színű szoba, mely finomított hajdinából készül
- Tovari szoba vagy Dzsuvari szoba: 100% hajdinából készült szoba

## Aszobaszó egyéb használata
A szoba szó japánul a hajdina gabonát is jelentheti, melynek részeit a tésztakészítés mellett a legkülönfélébb módokon használják fel. A pörkölt hajdinamagokból például tea készíthető, melyet szobacsának hívnak és mind hidegen, mind forrón fogyasztható; néha sörökhöz adják ízesítőként, ezt szobasörnek hívják. A gabona héját (szobakava = szobagara) is felhasználják, például párnatöltésre.
A szoba szó néhány esetben a tésztát is jelentheti általában. Japánban a ráment hagyományosan csúka szobának (中華そば) vagy a második világháború vége előtt sina szobának (支那そば) hívták. Habár mindkettő kínai tésztát jelent, a sina szót idővel felváltotta a csúka, mivel a kínaiak az előbbi kifejezést sértőnek találták. Az előfőzött csúka szobát kisütve készítik a jakiszobát, de ez az étel nem tartalmaz hajdinát.
Okinaván a szoba konkrétan az okinavai szobatésztát jelenti, mely egy teljesen más, lisztből és nem hajdinából készült fogás. Az okinavai szoba nagyon népszerű a brazíliai Campo Grande városában is, a japán bevándorlók hatásának köszönhetően. Utcai piacokon vagy speciális „szobaria” nevű helyeken fogyasztják.

## Fordítás
Ez a szócikk részben vagy egészben  a   soba című angol Wikipédia-szócikk fordításán alapul.  Az eredeti cikk szerkesztőit annak laptörténete sorolja fel. Ez a jelzés csupán a megfogalmazás eredetét és a szerzői jogokat jelzi, nem szolgál a cikkben szereplő információk forrásmegjelöléseként.